# Sneferka
Sneferka là tên serekh của một vị pharaon Ai Cập cổ đại, ông có thể đã cai trị vào giai đoạn cuối Vương triều thứ nhất. Độ dài vương triều của ông không được biết rõ, nhưng được cho là rất ngắn và vị trí của ông trong biên niên sử là không rõ ràng.